# Dschafar Scharif-Emami

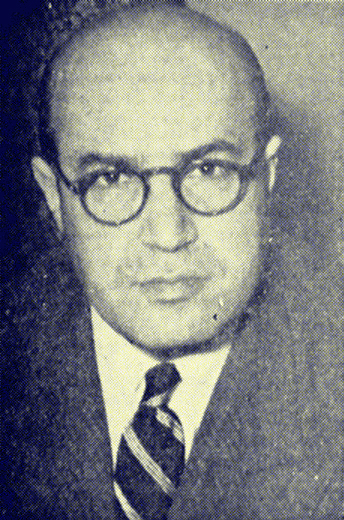
Scharif-Emami, um 1975

Dschafar Scharif-Emami (persisch جعفر شریف‌امامی, auch Jafar Sharif-Emami; * 8. September 1910 in Teheran; † 16. Juni 1998 in New York City) war ein iranischer Politiker. Er war in Iran Minister in mehreren Kabinetten, Premierminister, Präsident des Senats, stellvertretender Präsident der Pahlavi-Stiftung und Präsident der Industrie- und Handelskammer.

## Leben

### Schule und Studium
Dschafar Scharif-Emami wurde am 8. September 1910 in Teheran geboren. Nach dem Gymnasium wurde Dschafar zusammen mit 30 anderen Schulabsolventen nach Deutschland an die Reichsbahnzentralschule in Kirchmöser in der Mark Brandenburg entsandt. Nach einer Ausbildung von 18 Monaten kehrte er 1930 in den Iran zurück, wo er seine berufliche Laufbahn als Vorarbeiter bei der im Aufbau befindlichen Transiranischen Eisenbahn mit einem Monatsgehalt von 40 Toman ($ 20) begann.

### Berufliche Laufbahn

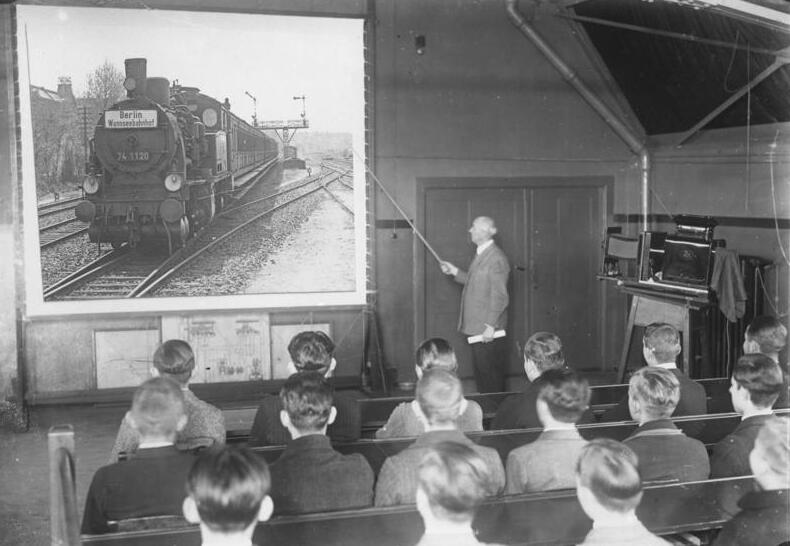
Unterricht an der Reichsbahn-zentralschule, 1930.

Während seiner Arbeit bei der Eisenbahn belegte er im Rahmen eines Fernstudiums ein Ingenieurstudium in Elektrotechnik. Noch vor seinem Abschluss wurde er von der iranischen Eisenbahngesellschaft zu einem Studium nach Schweden entsandt. Nach drei Jahren Studium kehrte er als Ingenieur zurück und setzte seine berufliche Laufbahn bei der Eisenbahngesellschaft fort.
Bei der Eisenbahn arbeitete er bis zur [[Anglo-sowjetische Invasion Irans
Anglo-Sowjetische Invasion des Iran|anglo-sowjetischen Invasion Irans]] im Jahre 1941. Nach der Besetzung Irans durch britische und sowjetische Truppen wurde die Eisenbahn von den Alliierten als Teil des persischen Korridors übernommen und für den Transport von Militärgütern vom persischen Golf in die Sowjetunion benutzt. Dschafar Scharif-Emami wurde aufgrund seiner Ausbildung in Deutschland als potentieller Saboteur angesehen und daher 1943 vorsorglich verhaftet.
Nach dem Ende des Zweiten Weltkriegs wurde Scharif-Emami Generaldirektor der Agentur für Bewässerung. Im Juni 1950 wurde Scharif-Emami im Kabinett von Premierminister Ali Razmara als Minister für Verkehrswesen mit seinem ersten Ministerposten betraut.
Nach der Ermordung von Ali Razmara und der Ernennung von Mohammad Mossadegh zum Premierminister gehörte Scharif-Emami zu den Politikern, die sich gegen Mossadegh stellten. Da seine Ehefrau aus einer Familie stammte, deren Mitglieder zum Führungszirkel der von Mossadegh mitbegründeten Nationalen Front gehörten, und Mossadegh sich nach seinem Sturz in einem Haus der Familie seiner Ehefrau versteckt hielt, war es am Ende Scharif-Emami, der mit General Fazlollah Zahedi über die Sicherheitsgarantien für Mossadegh verhandelte, bevor Mossadegh sich den Truppen von Zahedi stellte.
Unter Premierminister Zahedi war Scharif-Emami Direktor der Planungsbehörde. 1955 wechselt er in den Senat. Im Kabinett von Premierminister Manutschehr Eghbal übernahm Scharif-Emami als Minister für die Industrie wieder einen Ministerposten.

### Premierminister 1960–1961
Im Frühjahr 1960 standen die Parlamentswahlen an und Mohammad Reza Schah wollte nach den traumatischen Erlebnissen der Mossadegh-Ära endlich auch in Iran freie Wahlen abhalten lassen. Der Versuch, unter Premierminister Eghbal Wahlen abhalten zu lassen, die auch nur im Entferntesten als freie und geheime Wahlen hätten gelten können, endeten in einem Fiasko. Die Parlamentswahlen des Frühjahres 1960 waren weder frei noch geheim. Die Wahlergebnisse waren so offensichtlich manipuliert, dass Mohammad Reza Schah nach einem Weg suchte, die Wahlen wiederholen zu lassen. Er forderte die Abgeordneten auf, ihr Mandat zurückzugeben und den Weg für Neuwahlen frei zu machen. Dieser Aufforderung von Mohammad Reza Schah kamen die Abgeordneten auch nach. Ebenso trat Premierminister Eghbal am 31. August 1960 zurück und machte den Weg frei für den neuen Premierminister Dschafar Scharif-Emami.
Im Januar und Februar 1961 wurden dann Neuwahlen zum Parlament abgehalten, die sich nach Aussagen von Diplomaten der amerikanischen Botschaft nicht wesentlich von den Wahlen im August 1960 unterschieden. Im Mai 1961 kam es zu landesweiten Streiks und Demonstrationen und Premierminister Scharif-Emami erklärte seinen Rücktritt.

### Präsident des Senats
In den kommenden Jahren wurde Dschafar Scharif-Emami Präsident des Senats und Leiter der Pahlavi-Stiftung. Unter Scharif-Emami weitete die Stiftung ihre wirtschaftlichen Aktivitäten erheblich aus. Sie investierte in Fabriken, Hotels und Kasinos. Dschafar Scharif-Emami geriet mehr und mehr unter Verdacht, sich bei der Vergabe von Regierungsaufträgen und Investitionen der Pahlavi-Stiftung zu bereichern. Es mag Gründe dafür gegeben haben, dass man ihm in Presseartikeln den Titel eines „Mister 5 Prozent“ verlieh.

### Premierminister August – November 1978
1978, am Vorabend des Zusammenbruchs der konstitutionellen Monarchie in Iran, wurde Scharif-Emami am 27. August zum zweiten Mal zum Premierminister bestimmt. Die Familie von Scharif-Emami war eng mit der Geistlichkeit verbunden. Er sollte eine Regierung der „Nationalen Versöhnung“ bilden und mit politischen Reformen die Geistlichkeit für die konstitutionelle Monarchie unter Mohammad Reza Schah zurückgewinnen. In seiner Antrittsrede erklärte Scharif-Emami, dass seine Regierung der nationalen Versöhnung die entstandenen Wunden heilen, die Verfassung achten, die Freiheitsrechte der Bevölkerung wahren und den Wünschen der Geistlichkeit entsprechen wolle. So verfügte Scharif-Emami die Ablösung des erst neu eingeführten altpersischen Kalenders durch den islamischen Kalender, die Auflösung der Rastachiz-Partei, der iranischen Einheitspartei, sowie die Schließung von Spielhallen und Kasinos. Politische Gefangene, die der Geistlichkeit nahestanden, wurden aus den Gefängnissen entlassen. Im Gegenzug brachte man Personen, die bislang der konstitutionellen Monarchie gedient hatten, unter dem Vorwurf von Korruption und Menschenrechtsverletzungen ins Gefängnis. Alle Beamten erhielten eine Gehaltserhöhung, die die Inflationsverluste ausgleichen sollte.
Das Ergebnis dieser Politik war katastrophal. Die Inflation nahm weiter zu. Der militärische und politische Auftrag von Armee und Geheimpolizei waren völlig unklar geworden. Bei den regierungstreuen Politikern herrschte Verunsicherung über den weiteren politischen Kurs des Schahs, während sich die Opposition auf dem richtigen Weg sah und den Sturz von Regierung und Schah verstärkt vorantrieb. Chomeini erklärte: „Wir werden keinen Frieden auf Kosten des Blutes unserer Märtyrer schließen. Das Schließen von Kasinos und Kabaretts soll nur dazu dienen, das Volk und seine geistlichen Führer zu täuschen. Keine Partei, Front oder Bewegung wird mit dieser Regierung Frieden schließen. Frieden mit dieser Regierung bedeutet nur, das Volk zu versklaven und Verrat an der Nation zu begehen.“ Die Nationale Front forderte die Auflösung des SAVAK und neben den etablierten politischen Gruppierungen entstanden plötzlich neue Parteien mit selbsternannten Führern, die sich ebenfalls berufen fühlten, im Namen des Volkes Forderungen an die Regierung zu stellen.
Am 4. September 1978, zum Ende des Fastenmonats Ramadan, verwandelten die Anhänger Chomeinis ein von den Kaufleuten des Basars veranstaltetes Fest des Fastenbrechens in eine Großdemonstration gegen Mohammad Reza Schah. Der Monarch, der an diesem Tag einen Empfang für das diplomatische Korps der islamischen Staaten gegeben hatte, war schockiert. Noch nie seit den Tagen Mossadeghs war er so offen und unverblümt von Demonstranten kritisiert worden. Bis jetzt war er immer noch davon überzeugt gewesen, dass man den politischen Forderungen der Opposition, die als Ausdruck der von ihm und der Regierung Scharif-Emami verfügten Freiheitsrechte nun öffentlich formuliert wurden, mit Reformen nachkommen könne. Doch Chomeini wollte mehr als nur Reformen und forderte am 6. September 1978 seine Anhänger auf, nicht nachzulassen und sich nicht mit den Reformangeboten der Regierung zufriedenzugeben.
Am 7. September 1978 kam es zu einer weiteren Großdemonstration mit Forderungen nach politischer Freiheit, Freilassung aller politischen Gefangenen, Auflösung des SAVAK und der Einsetzung einer islamischen Regierung unter Führung von Chomeini. Zum ersten Mal wurde die Forderung laut, die konstitutionelle Monarchie abzuschaffen und eine islamische Republik zu errichten. Am Jaleh-Platz hatten sich einige tausend Chomeini-Anhänger versammelt und „Tod dem Schah“ skandiert. Die Regierung hatte den Nationalen Sicherheitsrat einberufen. Premierminister Scharif-Emami berichtete, dass ihm Informationen vorlägen, wonach islamistische Gruppen sich am 8. September am Jaleh-Platz versammeln wollten, dann zum nahe gelegenen Parlament marschieren wollten, um das Parlament zu besetzen und eine islamische Republik auszurufen. Man kam überein, für den kommenden Tag den Ausnahmezustand auszurufen und General Oveisi zum Militärgouverneur von Teheran zu ernennen.

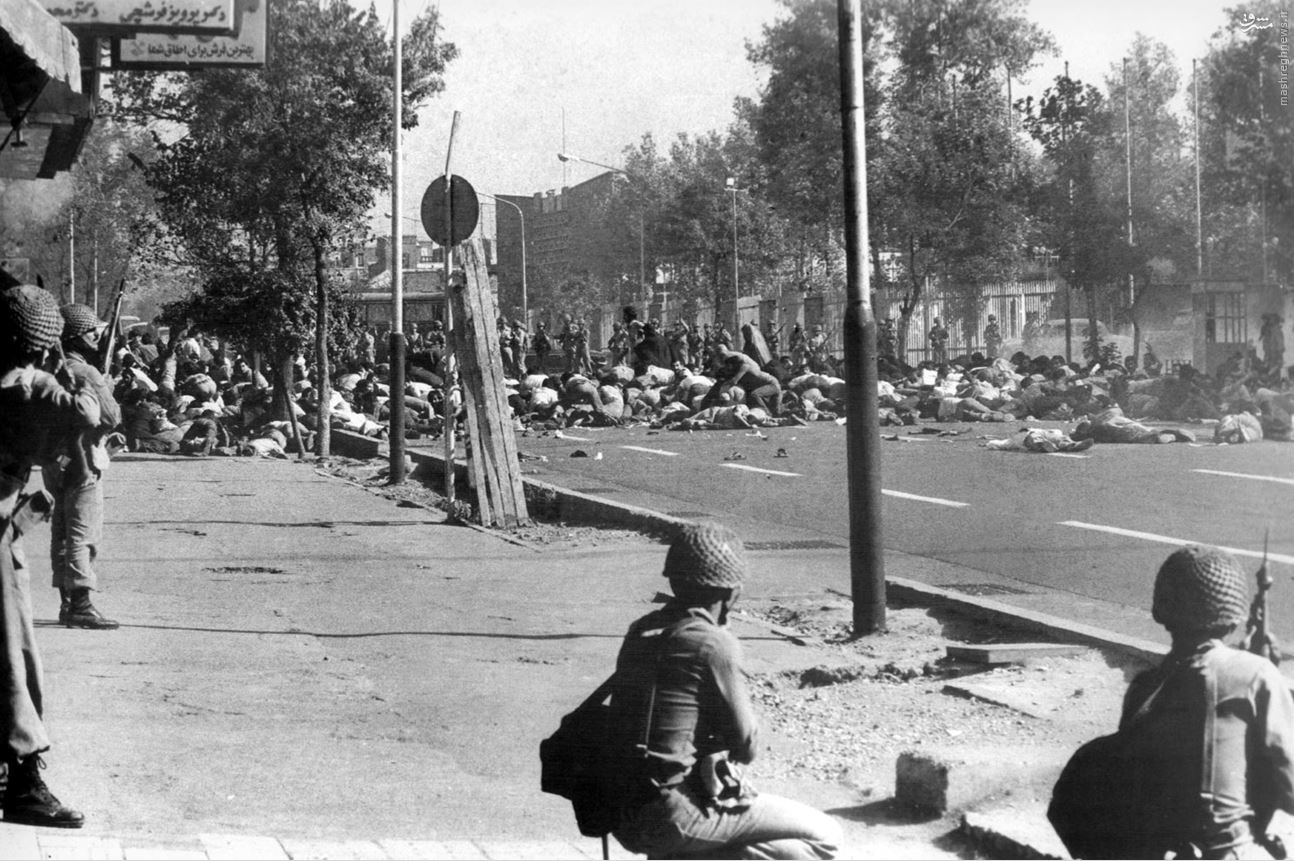
Jaleh-Platz am 8. September 1978

Am Freitag, den 8. September 1978 (17. Schahrivar 1357) spitzten sich die politischen Auseinandersetzungen zwischen Regierung und Opposition dramatisch zu – sie gingen als Schwarzer Freitag in die Geschichte Irans ein. Die Regierung hatte Truppen aufgeboten, um den weiteren Demonstrationen in Teheran Einhalt zu gebieten. Auf dem Jaleh-Platz, einem Platz in der Innenstadt Teherans, wollten Soldaten einen Demonstrationszug mit Schüssen in die Luft zum Stehen bringen. Wenige Minuten später lagen tote Demonstranten und Polizisten auf dem Platz, ohne dass zunächst klar war, wie es zu den tödlichen Schüssen gekommen war. Die islamistischen Gruppierungen verbreiteten die Nachricht, dass „tausende friedlicher Demonstranten von zionistischen Truppen massakriert worden seien.“ Angeblich sei aus Panzern und Hubschraubern auf die Demonstranten geschossen worden. Ja es fanden sich sogar Zeugen, die behaupteten, der Schah habe persönlich aus einem Hubschrauber auf die Demonstranten geschossen. Die Geschichte vom Massaker auf dem Jaleh-Platz war geboren. Was wirklich an diesem Tag geschah, wurde vom Militär untersucht und von Informationsminister Ameli Tehrani der Presse mitgeteilt. Tehrani gab die Zahl der an diesem Tag bei Zusammenstößen mit den Sicherheitskräften in ganz Teheran Umgekommenen und Verletzten mit 86 Toten und 205 Verwundeten an, wovon 64 Personen am Jaleh-Platz zu Tode gekommen seien. Er erklärte, dass auf die Truppen am Jaleh-Platz geschossen worden sei, und dass diese dann zurückgeschossen hätten. In den Zug der Demonstranten hatten sich in Libyen und Palästina ausgebildete professionelle Agitatoren eingereiht, die die Stimmung anheizen sollten. Im Kabinett wurde davon gesprochen, dass bei den Schusswechseln am Jaleh-Platz neben den 64 Demonstranten auch 70 Polizisten und Soldaten ums Leben gekommen seien, was aber nicht bekanntgegeben werden solle.
Die von den Oppositionsgruppen verbreitete Nachricht von „15.000 Toten und Verwundeten“ löste weitere landesweite Demonstrationen gegen die Regierung aus und führte am Ende zu einem Generalstreik, der auch die Ölindustrie erfasste. Die offiziellen Zahlen von den 64 toten Demonstranten vom Jaleh-Platz wollte niemand glauben.
Das Massaker vom Jaleh-Platz besiegelte das Schicksal der Regierung von Premierminister Scharif-Emami, und wie sich bald herausstellen sollte, auch das Schicksal von Mohammad Reza Schah. Am 5. November 1978 stand Teheran in Flammen. Verwaltungsgebäude ausländischer Firmen, Kinos, Läden in den Alkoholika verkauft wurde, Busse, Autos und vor allem Bankgebäude waren von oppositionellen Gruppen in Brand gesteckt worden. Nahezu 400 Bankfilialen wurden an diesem Tag in Brand gesetzt. Die Regierung der nationalen Versöhnung von Premierminister Scharif-Emami war mit ihrer Politik der Zugeständnisse an die Opposition gescheitert. Am 6. November 1978 trat Dschafar Scharif-Emami zurück und verließ wenig später Iran.

### Tod im Exil
Dschafar Scharif-Emami starb am 16. Juni 1998 in New York City.
Nach der Islamischen Revolution durchgeführte Untersuchungen zu den Vorgängen am 8. September 1978 brachten zu Tage, dass die zunächst verbreitete Zahl von „15.000 Toten und Verwundeten“ auf 84 Tote und eine nicht näher bestimmte Anzahl von Verwundeten, davon 64 Tote am Jaleh-Platz, reduziert werden musste. Damit wurden die vor der Islamischen Revolution von Informationsminister Ameli Tehrani bekanntgegebenen Zahlen bestätigt.